# Aegeria gaderensis
Aegeria gaderensis is een vlinder uit de familie van de wespvlinders (Sesiidae). De wetenschappelijke naam van de soort is voor het eerst geldig gepubliceerd in 1977 door Kralicek & Povolny.